# Angel Frette
Angel Frette ist ein argentinischer Perkussionist.
Frette studierte Perkussion bei John Singer. Seit 1988 war er Perkussionist des Orquesta Filarmónica de Buenos Aires, das zugleich Hausorchester der Teatro Colón ist. 1994–95 vervollkommnete er seine Perkussionsausbildung bei Wilhelm Moersch in New York. Er trat als Marimbasolist in Südamerika, Spanien, Portugal, Belgien, Italien und den USA auf und nahm 1999 an der Percussive Arts Society International Convention (PASIC) teil. 2000 unternahm er eine Konzertreise als Duo mit Wilhelm Moersch durch Spanien, bei der er in Sevilla, Almería, Alicante, Valencia und Madrid auftrat. Er spielte die Uraufführungen von acht Marimbakonzerten argentinischer Komponisten und veröffentlichte vier CDs.
Daneben gab er Workshops und Meisterklassen an der University of Miami, der University of Illinois und der University of Minnesota, wirkte als Juror bei Marimbawettbewerben in Belgien, Brasilien, Italien und Mexiko und leitet das Patagonia Percussion Festival.